# Campionato panamericano femminile di pallamano
Il Campionato panamericano femminile di pallamano è stato la principale competizione internazionale americana di pallamano riservata a rappresentative nazionali femminili. È stato organizzato dalla Pan-American Team Handball Federation (PATHF) dal 1986 al 2017, ed era valido anche come qualificazione per il campionato mondiale. Il 14 gennaio 2018 al termine di un consiglio della IHF venne deciso di sospendere la PATHF, così da poter creare due federazioni separate per il Nord America e le isole caraibiche (NACHC) e per il Centro e Sud America (SCAHC). Di conseguenza, il campionato panamericano venne soppresso e sostituito da due campionati separati: il campionato Nor.Ca. per le nazionali NACHC e il campionato centro-sudamericano per le nazionali SCAHC.

## Edizioni
| Anno          | Ospitante             |             | Finale        | Finale      | Finale          |                | Finale terzo e quarto posto | Finale terzo e quarto posto | Finale terzo e quarto posto |  | Squadre |
| Anno          | Ospitante             | Vincitore   | Risultato     | 2º posto    | 3º posto        | Risultato      | 4º posto                    |                             |                             |  | Squadre |
| 1986 Dettagli | Novo Hamburgo         | Stati Uniti | girone finale | Canada      | Brasile         | girone finale  | Argentina                   | 6                           |                             |  |         |
| 1989 Dettagli | Colorado Springs      | Canada      | girone finale | Stati Uniti | Brasile         | girone finale  | Messico                     | 4                           |                             |  |         |
| 1991 Dettagli | Maringá               | Stati Uniti | girone finale | Canada      | Brasile         | girone finale  | Argentina                   | 7                           |                             |  |         |
| 1997 Dettagli | Poços de Caldas       | Brasile     | 21 - 17       | Canada      | Uruguay         | 19 - 14        | Argentina                   | 6                           |                             |  |         |
| 1999 Dettagli | Buenos Aires          | Brasile     | girone finale | Cuba        | Argentina       | girone finale  | Uruguay                     | 6                           |                             |  |         |
| 2000 Dettagli | Aracaju               | Brasile     | girone finale | Uruguay     | Groenlandia     | girone finale  | Argentina                   | 6                           |                             |  |         |
| 2003 Dettagli | São Bernardo do Campo | Brasile     | 39 - 12       | Argentina   | Uruguay         | 21 - 14        | Stati Uniti                 | 7                           |                             |  |         |
| 2005 Dettagli | São Bernardo do Campo | Brasile     | girone finale | Argentina   | Uruguay         | girone finale  | Canada                      | 6                           |                             |  |         |
| 2007 Dettagli | Santo Domingo         | Brasile     | 29 - 12       | Argentina   | Rep. Dominicana | 25 - 24        | Paraguay                    | 8                           |                             |  |         |
| 2009 Dettagli | Santiago del Cile     | Argentina   | 26 - 25 (dts) | Brasile     | Cile            | 34 - 30 2(dts) | Rep. Dominicana             | 7                           |                             |  |         |
| 2011 Dettagli | São Bernardo do Campo | Brasile     | 36 - 16       | Argentina   | Cuba            | 37 - 27        | Uruguay                     | 8                           |                             |  |         |
| 2013 Dettagli | Santo Domingo         | Brasile     | 38 - 15       | Argentina   | Rep. Dominicana | 28 - 19        | Paraguay                    | 10                          |                             |  |         |
| 2015 Dettagli | L'Avana               | Brasile     | 26 - 22       | Cuba        | Argentina       | 33 - 16        | Porto Rico                  | 12                          |                             |  |         |
| 2017 Dettagli | Villa Ballester       | Brasile     | 38 - 20       | Argentina   | Paraguay        | 24 - 22        | Uruguay                     | 10                          |                             |  |         |

## Medagliere
| Pos. | Paese           | Oro | Argento | Bronzo | Totale |
| ---- | --------------- | --- | ------- | ------ | ------ |
| 1    | Brasile         | 10  | 1       | 3      | 14     |
| 2    | Stati Uniti     | 2   | 1       | 0      | 3      |
| 3    | Argentina       | 1   | 6       | 2      | 9      |
| 4    | Canada          | 1   | 3       | 0      | 4      |
| 5    | Cuba            | 0   | 2       | 1      | 3      |
| 6    | Uruguay         | 0   | 1       | 3      | 4      |
| 7    | Rep. Dominicana | 0   | 0       | 2      | 2      |
| 8    | Cile            | 0   | 0       | 1      | 1      |
| 8    | Groenlandia     | 0   | 0       | 1      | 1      |
| 8    | Paraguay        | 0   | 0       | 1      | 1      |

## Piazzamenti
Legenda:
- 1º - Campione
- 2º - Secondo posto
- 3º - Terzo posto
- •  - Non ha partecipato
- - Paese ospitante

Per ogni edizione è presente tra parentesi il numero di nazionali partecipanti.
| Squadre nazionali | 1986 (6) | 1989 (4) | 1991 (7) | 1997 (6) | 1999 (6) | 2000 (6) | 2003 (7) | 2005 (6) | 2007 (8) | 2009 (7) | 2011 (8) | 2013 (10) | 2015 (12) | 2017 (10) | Totale |
| Argentina         | 4º       | •        | 4º       | 4º       | 3º       | 4º       | 2º       | 2º       | 2º       | 1º       | 2º       | 2º        | 3º        | 2º        | 13     |
| Brasile           | 3º       | 3º       | 3º       | 1º       | 1º       | 1º       | 1º       | 1º       | 1º       | 2º       | 1º       | 1º        | 1º        | 1º        | 14     |
| Canada            | 2º       | 1º       | 2º       | 2º       | •        | •        | 5º       | 4º       | 6º       | •        | •        | 9º        | •         | •         | 8      |
| Cile              | •        | •        | •        | •        | •        | •        | •        | •        | •        | 3º       | 5º       | •         | 9º        | 7º        | 4      |
| Colombia          | •        | •        | •        | •        | 6º       | 6º       | •        | •        | •        | •        | •        | •         | •         | 9º        | 3      |
| Costa Rica        | •        | •        | •        | 5º       | •        | •        | •        | •        | •        | •        | •        | 10º       | •         | •         | 2      |
| Cuba              | •        | •        | •        | •        | 2º       | •        | •        | •        | •        | •        | 3º       | •         | 2º        | •         | 3      |
| Groenlandia       | •        | •        | •        | •        | 5º       | 3º       | •        | •        | •        | •        | •        | •         | 6º        | •         | 3      |
| Guatemala         | •        | •        | •        | •        | •        | •        | 7º       | •        | •        | •        | •        | •         | 12º       | 10º       | 3      |
| Messico           | •        | 4º       | •        | 6º       | •        | 5º       | •        | •        | 8º       | 5º       | 7º       | 6º        | 8º        | •         | 8      |
| Paraguay          | 5º       | •        | 5º       | •        | •        | •        | •        | •        | 4º       | 7º       | •        | 4º        | 7º        | 3º        | 7      |
| Porto Rico        | •        | •        | 7º       | •        | •        | •        | •        | •        | •        | •        | •        | •         | 4º        | 6º        | 3      |
| Rep. Dominicana   | •        | •        | •        | •        | •        | •        | 6º       | 5º       | 3º       | 4º       | 6º       | 3º        | •         | 8º        | 7      |
| Stati Uniti       | 1º       | 2º       | 1º       | •        | •        | •        | 4º       | 6º       | 7º       | •        | •        | 8º        | 10º       | 5º        | 9      |
| Uruguay           | 6º       | •        | 6º       | 3º       | 4º       | 2º       | 3º       | 3º       | 5º       | 6º       | 4º       | 5º        | 5º        | 4º        | 13     |
| Venezuela         | •        | •        | •        | •        | •        | •        | •        | •        | •        | •        | 8º       | 7º        | 11º       | •         | 3      |